# Liste von Persönlichkeiten der Stadt Ellingen

Wappen der Stadt Ellingen

Die Liste der Persönlichkeiten der Stadt Ellingen enthält in Ellingen, einer Stadt im mittelfränkischen Landkreis Weißenburg-Gunzenhausen, geborene Persönlichkeiten sowie solche, die zu der Stadt einen Bezug haben, weil sie hier beispielsweise ihren (Haupt-)Wirkungskreis hatten, ohne selbst dort geboren zu sein. Alle Abschnitte sind jeweils chronologisch nach dem Geburtsjahr sortiert. Die Liste erhebt keinen Anspruch auf Vollständigkeit.

## Söhne und Töchter der Stadt
- Johann Konrad Herold von Höflingen auf Schönau (1612–1682), Prorektor der Juristen-Universität Padua, kurbayerischer Geistlicher Rat und Prinzenerzieher

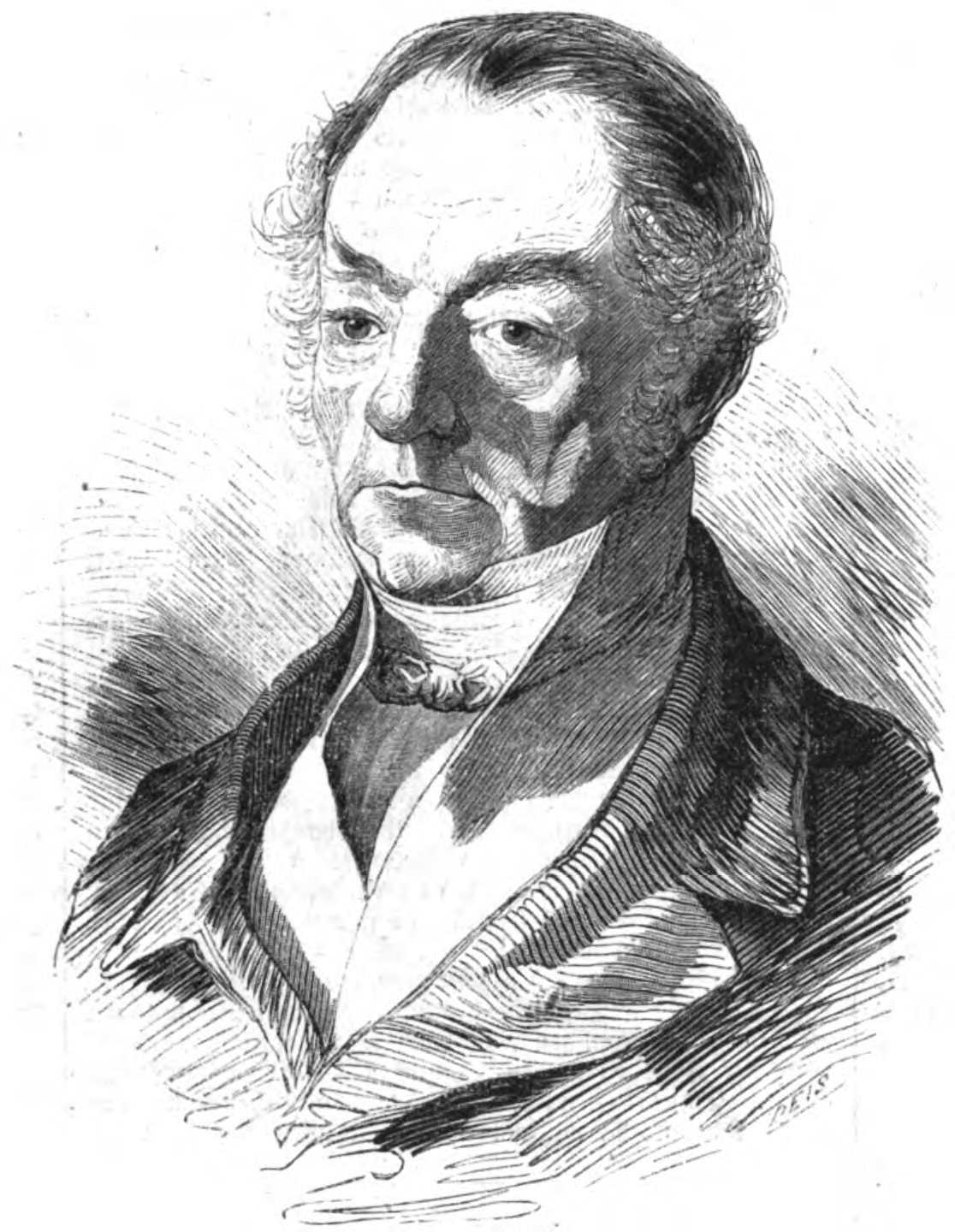
Johannes Anton Peter von Rummel (* 22. Februar 1771 in Ellingen; † 12. Januar 1863 in Mergentheim) war ein württembergischer Regierungspräsident und Landtagsabgeordneter

- Franz Xaver Zech (1692–1772), Kanonist
- Christoph Anton Hirsch (1707–1760), Maler
- Franz Christoph von Scheidel (1748–1830), Theologe
- Andreas Clemens Biber (1755–1830), Klavierbauer
- Anton Peter von Rummel (1771–1863), württembergischer Regierungspräsident und Landtagsabgeordneter
- Anton Dominikus Biber (1797–1863), Klavierbauer
- Jacob von Roeser (1799–1862), Leibarzt und Reisender
- Aloys Aegydius Biber (1804–1858), Klavier- und Cembalobauer
- Gottfried von Feder (1806–1892), Regierungspräsident und Reichstagsabgeordneter
- Max Berz (1845–1915),  Maler und Kunsthändler
- David Fischer (1870–??), Bezirksamtsvorstand in Wolfstein
- Heinrich Laber (1880–1950), Dirigent und Kapellmeister
- Eitel Klein (1906–1990), Maler und Grafiker aus Hörlbach

## Mit dem Ort verbundene Persönlichkeiten
- Heinrich von Zipplingen († 1346), bedeutendes Mitglied des Deutschen Ordens und Ratgeber und Sekretär von Kaiser Ludwig dem Baiern
- Hans Kurz (um 1550–1608 oder 1601), Baumeister zur Zeit der Renaissance
- Karl Schweikard von Sickingen (* im 17. Jahrhundert; † 1711), Ritter des Deutschen Ordens
- Karl Engel (* vor 1664; † nach 1702), Graubündner Baumeister des Barocks
- Karl Heinrich von Hornstein (1668–1745), Ritter des Deutschen Ordens
- Georg Daniel von Buttlar (1671–1725), Ritter des Deutschen Ordens
- Franz Xaver Bovius (1677–1725), katholischer Priester und Hersteller von Sonnenuhren, 1714 Kooperator in Stopfenheim
- Johann Friedrich Maucher, Bildhauer des Deutschordenschlosses um 1734 (siehe Neustadt an der Aisch#Rathaus und Marktplatz)
- Konrad Christoph von Lehrbach (1677–1767), Ritter des Deutschen Ordens
- Johann Christoph von Buseck (1687–1759) war Deutschordenskomtur
- Franz Joseph Roth (1690–1758), Stuckateur und Baumeister des Deutschen Ordens während der Rokokozeit
- Franz Philipp von Wildenstein (1696–1770), Ritter des Deutschen Ordens
- Reinhard Adrian von Hochstetten (1700–1765), Ritter des Deutschen Ordens

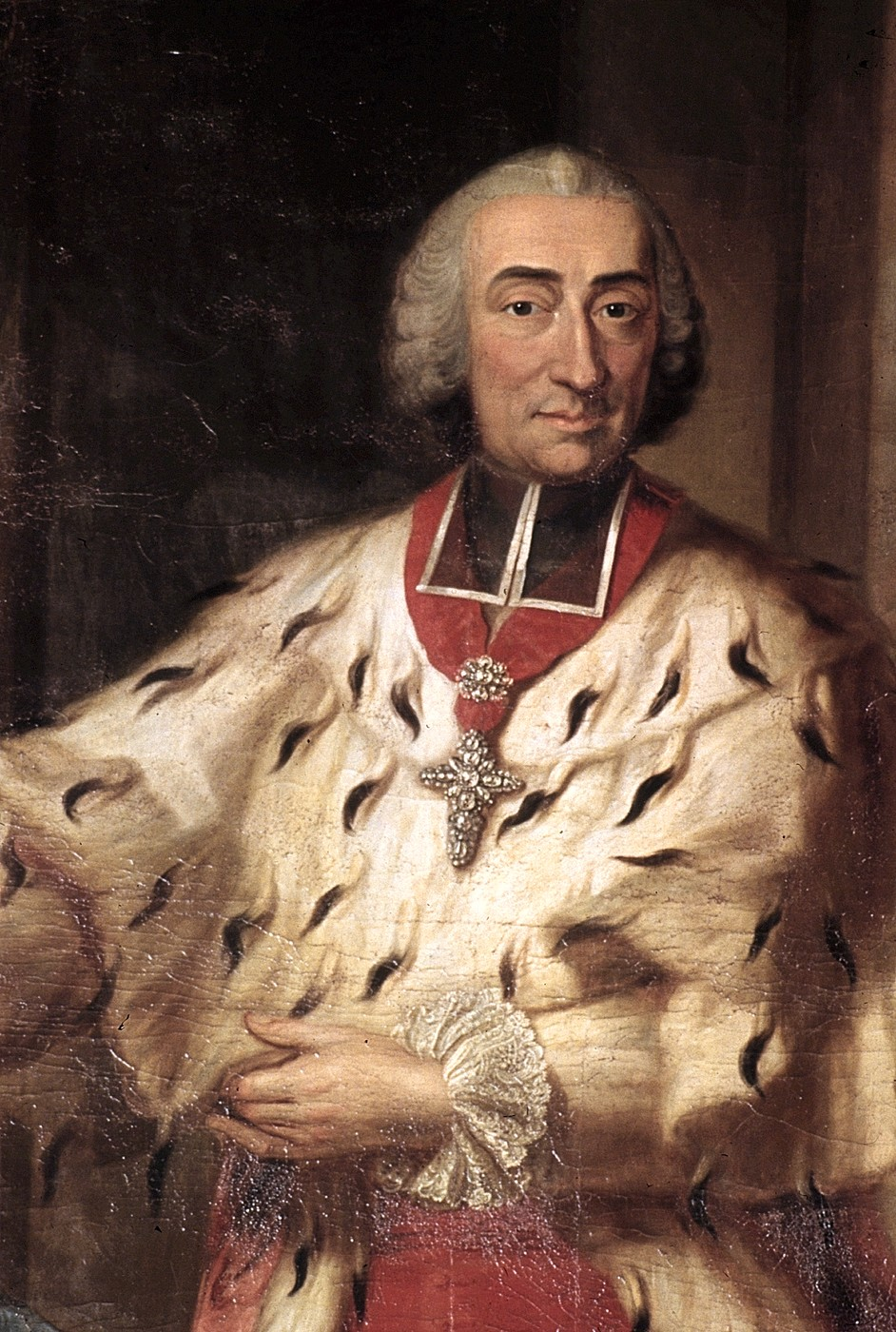
Maximilian Friedrich von Königsegg-Rothenfels (* 13. Mai 1708 in Köln; † 15. April 1784 in Bonn) war Erzbischof von Köln, Kurfürst des Heiligen Römischen Reiches und Erzkanzler der italienische Nation.

- Maximilian Friedrich von Königsegg-Rothenfels (1708–1784), von 1761 bis 1784 Erzbischof von Köln und Kurfürst des Heiligen Römischen Reiches sowie Erzkanzler der italienische Nation, hörte in Ellingen Theologie
- Franz Sigismund Adalbert von Lehrbach (1729–1787), Landkomtur des Deutschen Ordens
- Rudolf Kleiner (1758–1822), deutscher Jurist und Verwaltungsbeamter
- Ferdinand Ernst von Waldstein-Wartenberg (1762–1823), Geheimrat in Bonn, Generalleutnant der britischen Armee, Komtur des Deutschen Ordens und Förderer von Ludwig van Beethoven
- Carl Philipp von Wrede (1767–1838), bayerischer Generalfeldmarschall und Diplomat
- Ludwig Heumann (1869–1918), katholischer Priester, Naturheilkundler und Gründer einer chemisch-pharmazeutischen Fabrik, war Kooperator in Ellingen
- Heinz Hummitzsch (1910–1975), SS-Sturmbannführer, nach dem Krieg praktischer Arzt in Ellingen
- Georg Hofmann (1923–2012), deutscher Politiker der CSU
- Reiner Joppien (1928–2002), deutscher Maler und Architekt, lebte ab 1969 in Ellingen
- Herbert Lang (* 1936), deutscher römisch-katholischer Pfarrer und Historiker, Pfarrer in Ellingen

## Professoren und Studenten an der Akademie der Bildenden Künste Nürnberg
- Sep Ruf (1908–1982), bedeutender deutscher Architekt und Designer
- Wunibald Puchner (1915–2009), deutscher Architekt, Innenarchitekt, Hochschullehrer und Bildhauer
- Georg Karl Pfahler (1926–2002), deutscher Maler, Künstler und Kunstprofessor
- Otto Birg (1926–2015), deutscher Maler, Zeichner und Bildhauer
- Toni Burghart (1928–2008), Maler, Zeichner und Autor
- Heinz Schillinger (1929–2008), deutscher Grafiker